# Ruth Gottesman
Pour les articles homonymes, voir Gottesman.
 (mars 2024).
Ruth Levy Gottesman (née Levy, en 1930) est une éducatrice américaine. Elle est présidente du conseil d'administration de l'Albert Einstein College of Medicine (AECOM) dans le Bronx, à New York, et y est professeur de longue date. En février 2024, elle fait don d'un milliard de dollars à AECOM pour garantir que les frais de scolarité soient gratuits à perpétuité pour tous les futurs étudiants. Il s’agit du plus gros don jamais fait à une école de médecine aux USA.

## Carrière
Née Levy, Ruth Levy Gottesman est diplômée du lycée de la Friends School de Baltimore en 1948. Plus tard cette année-là, elle s'inscrit au Mount Holyoke College une université pour femmes, située à South Hadley, dans le Massachusetts, aux États-Unis. Elle obtient une licence au Barnard College. Gottesman obtient ensuite un master en éducation développementale et deux doctorats en éducation, un en cognition humaine et l'autre en apprentissage dans le domaine de la psychologie éducative, tous deux obtenus à la faculté d'éducation de l'université Columbia (Teachers College, Columbia University),.
En 1968, Gottesman rejoint le Collège de médecine Albert Einstein (AECOM) au Centre d'évaluation et de réadaptation pour enfants (CERC), où elle développe des procédures de dépistage, d'évaluation et de traitement largement utilisées pour les personnes ayant des troubles d'apprentissage. En 1992, elle fonde le programme d'alphabétisation des adultes du CERC et, en 1998, contribue à la fondation du Centre Fisher-Landau, pour le traitement des troubles d'apprentissage. Elle est professeure émérite au Département de pédiatrie (médecine du développement) et présidente du conseil d'administration du Collège de médecine Albert Einstein.
Gottesman rejoint le Conseil d'administration du Collège de médecine Albert Einstein en 2002 et est présidente du conseil d'administration de 2007 à 2014. Après le décès de son successeur à la présidence, Roger W. Einiger, en 2020, elle redevient présidente. Elle est également membre du conseil d'administration du Montefiore Health System depuis 2007. L'hôpital principal de Montefiore sert d'hôpital universitaire pour le Collège de médecine Albert Einstein.

## Vie privée
Elle épouse David Gottesman, un riche homme d'affaires américain, en 1950. Ils se sont rencontrés en 1948 avant qu'elle ne commence ses études au Mount Holyoke College et restent mariés pendant 72 ans jusqu'à sa mort en 2022,. Ensemble, ils ont trois enfants. Ils vivaient à Rye, dans l'État de New York. Forbes évalue la succession de David à 3 milliards de dollars au moment de son décès.

### Philanthropie
Avec son mari David, elle fait un don de 25 millions de dollars au Collège de médecine Albert Einstein (AECOM) en 2008, pour fonder l'Institut Ruth L. et David S. Gottesman pour la recherche sur les cellules souches et la médecine régénérative, le Centre des compétences cliniques Ruth L. Gottesman et la Faculté d'épigénétique de l'AECOM.
À sa mort en 2022, David lègue à Ruth un portefeuille d’actions de Berkshire Hathaway, avec pour instructions qu’elle en fasse ce qu’elle voulait. Voulant soutenir l'éducation, Gottesman annonce un don d'un milliard de dollars à l'AECOM en février 2024 pour offrir des cours gratuits à tous ses étudiants à perpétuité,.